# Liste des aéroports au Manitoba
Il s'agit d'une liste alphabétique des aéroports, des aérodromes et des héliports d'une province ou d'un territoire du Canada. Ils sont énumérés dans le format : 
1. Communauté
2. Nom de l'aéroport comme indiqué dans l'un des Supplément de vol-Canada (CSA) ou par l'autorité aéroportuaire, éventuellement suivi par d'autres nom,
3. Code OACI (Organisation de l'aviation civile internationale): ICAO en anglais
4. Code IATA (Association internationale du transport aérien)
5. Code Transports Canada Lieu identifiant (LID TC) : le « TC LID » est le « lieu d'identification » donné par Transports Canada, représentant le nom et le lieu d'un aéroport. C'est une aide de direction pour aider la circulation aérienne, les télécommunications et les programmes d'ordinateur.
6. Coordonnées géographiques de l'aéroport

Les aéroports qui font partie du réseau national des aéroports sont en caractères gras.

## Aéroports au Manitoba[1],[2]
| Ville                            | Nom de l'aéroport                                                                               | ICAO | TC LID | IATA | Coordonnées                   |
| -------------------------------- | ----------------------------------------------------------------------------------------------- | ---- | ------ | ---- | ----------------------------- |
| Altona                           | Aéroport Altona Municipal                                                                       |      | CLJ6   |      | 49° 05′ 40″ N, 97° 32′ 02″ O  |
| Arborg                           | Aéroport Arborg                                                                                 |      | CJU6   |      | 50° 54′ 46″ N, 97° 18′ 16″ O  |
| Ashern                           | Aéroport Ashern                                                                                 |      | CJE7   |      | 51° 09′ 31″ N, 98° 19′ 55″ O  |
| Bakers Narrows                   | Hydroaérodrome Flin Flon/Bakers Narrows                                                         |      | CFF8   |      | 54° 40′ 43″ N, 101° 39′ 37″ O |
| Beauséjour                       | Village aéronautique Beausejour/AV-Ranch                                                        |      | CAV6   |      | 50° 02′ 28″ N, 96° 35′ 09″ O  |
| Berens River                     | Aéroport Berens River                                                                           | CYBV |        | YBV  | 52° 21′ 32″ N, 97° 01′ 06″ O  |
| Big Sand Lake                    | Aéroport Big Sand Lake                                                                          |      | CJQ9   |      | 57° 37′ 10″ N, 99° 52′ 31″ O  |
| Bissett                          | Hydroaérodrome Bissett                                                                          |      | CJY6   |      | 51° 01′ 00″ N, 95° 41′ 00″ O  |
| Bloodvein River                  | Aéroport Bloodvein River                                                                        | CZTA |        | YDV  | 51° 47′ 04″ N, 96° 41′ 32″ O  |
| Brandon                          | Aéroport Brandon (Aéroport Brandon Municipal, McGill Field)                                     | CYBR |        | YBR  | 49° 54′ 36″ N, 99° 57′ 07″ O  |
| Brochet                          | Aéroport de Brochet                                                                             | CYBT |        | YBT  | 57° 53′ 22″ N, 101° 40′ 45″ O |
| Carman                           | Aéroport Carman (South)                                                                         |      | CJS7   |      | 49° 28′ 49″ N, 98° 00′ 54″ O  |
| Carman                           | Aéroport Carman/Friendship Field                                                                |      | CJB2   |      | 49° 29′ 29″ N, 98° 01′ 07″ O  |
| Churchill                        | Aéroport de Churchill                                                                           | CYYQ |        | YYQ  | 58° 44′ 21″ N, 94° 03′ 54″ O  |
| Churchill                        | Hydroaérodrome Churchill                                                                        |      | CJJ7   |      | 58° 42′ 00″ N, 94° 03′ 00″ O  |
| Churchill                        | Héliport Churchill (Hudson Bay Helicopters)                                                     |      | CHB2   |      | 58° 46′ 00″ N, 94° 10′ 04″ O  |
| Cross Lake                       | Aéroport Cross Lake (Charlie Sinclair Memorial)                                                 | CYCR |        | YCR  | 54° 36′ 39″ N, 97° 45′ 37″ O  |
| Crystal City                     | Aéroport Crystal City-Pilot Mound/Louise Municipal                                              |      | CKZ6   |      | 49° 08′ 50″ N, 98° 52′ 51″ O  |
| Dauphin                          | Aéroport Dauphin (Lt. Col W.G. (Billy) Barker, VC)                                              | CYDN |        | YDN  | 51° 06′ 03″ N, 100° 03′ 09″ O |
| Deloraine                        | Aéroport Deloraine                                                                              |      | CJJ4   |      | 49° 09′ 02″ N, 100° 30′ 02″ O |
| Easterville                      | Aéroport Easterville                                                                            |      | CKM6   |      | 53° 06′ 31″ N, 99° 47′ 52″ O  |
| Elk Island                       | Aéroport Elk Island                                                                             |      | CKZ3   |      | 54° 40′ 17″ N, 94° 08′ 43″ O  |
| Erickson                         | Aéroport Erickson Municipal                                                                     |      | CKQ6   |      | 50° 29′ 58″ N, 99° 53′ 52″ O  |
| Fisher Branch                    | Aéroport Fisher Branch                                                                          |      | CKX4   |      | 51° 05′ 00″ N, 97° 29′ 00″ O  |
| Flin Flon                        | Aéroport de Flin Flon                                                                           | CYFO |        | YFO  | 54° 40′ 41″ N, 101° 40′ 54″ O |
| Flin Flon                        | Hydroaérodrome Flin Flon/Channing                                                               |      | CJK8   |      | 54° 45′ 00″ N, 101° 50′ 00″ O |
| Gillam                           | Aéroport de Gillam                                                                              | CYGX |        | YGX  | 56° 21′ 27″ N, 94° 42′ 38″ O  |
| Gillam                           | Hydroaérodrome Gillam                                                                           |      | CJP8   |      | 56° 21′ 16″ N, 94° 39′ 23″ O  |
| Gimli                            | Aéroport Gimli Industrial Park                                                                  | CYGM |        | YGM  | 50° 37′ 41″ N, 97° 02′ 36″ O  |
| Gladstone                        | Aérodrome Gladstone                                                                             |      | CJR5   |      | 50° 09′ 49″ N, 98° 56′ 33″ O  |
| Glenboro                         | Aéroport Glenboro                                                                               |      | CJJ2   |      | 49° 33′ 00″ N, 99° 20′ 00″ O  |
| Gods Lake Narrows                | Aéroport de Gods Lake Narrows                                                                   | CYGO |        | YGO  | 54° 33′ 32″ N, 94° 29′ 29″ O  |
| Gods Lake Narrows                | Hydroaérodrome Gods Lake Narrows                                                                |      | CJS8   |      | 54° 33′ 00″ N, 94° 28′ 00″ O  |
| Gods Lake                        | Aéroport Gods Lake                                                                              |      | CJB6   |      | 54° 46′ 45″ N, 93° 43′ 01″ O  |
| Gods River                       | Aéroport de Gods River                                                                          | CZGI |        | ZGI  | 54° 50′ 23″ N, 94° 04′ 43″ O  |
| Grand Rapids                     | Aéroport Grand Rapids                                                                           |      | CJV8   |      | 53° 10′ 21″ N, 99° 19′ 23″ O  |
| Gunisao Lake                     | Aéroport Gunisao Lake                                                                           |      | CJK2   |      | 53° 31′ 12″ N, 96° 22′ 16″ O  |
| Gunisao Lake                     | Hydroaérodrome Gunisao Lake                                                                     |      | CJW8   |      | 53° 31′ 00″ N, 96° 22′ 00″ O  |
| Homewood                         | Aéroport Homewood                                                                               |      | CJT8   |      | 49° 30′ 33″ N, 97° 51′ 02″ O  |
| Ilford                           | Aéroport Ilford                                                                                 | CZBD |        | ILF  | 56° 03′ 41″ N, 95° 36′ 50″ O  |
| Island Lake                      | Aéroport d'Island Lake                                                                          | CYIV |        | YIV  | 53° 51′ 26″ N, 94° 39′ 13″ O  |
| Jenpeg                           | Aéroport Jenpeg                                                                                 | CZJG |        | ZJG  | 54° 31′ 08″ N, 98° 02′ 46″ O  |
| Kelsey                           | Aéroport Kelsey                                                                                 | CZEE |        | KES  | 56° 02′ 15″ N, 96° 30′ 35″ O  |
| Killarney                        | Aéroport Killarney Municipal                                                                    |      | CJS5   |      | 49° 09′ 06″ N, 99° 41′ 25″ O  |
| Knee Lake                        | Aéroport Knee Lake                                                                              |      | CJT3   |      | 54° 54′ 55″ N, 94° 47′ 53″ O  |
| Knee Lake                        | Hydroaérodrome Knee Lake                                                                        |      | CKW8   |      | 54° 53′ 27″ N, 94° 48′ 27″ O  |
| Lac Brochet                      | Aéroport Lac Brochet                                                                            | CZWH |        | XLB  | 58° 36′ 51″ N, 101° 28′ 08″ O |
| Lac du Bonnet                    | Aéroport Bird River (Lac du Bonnet)                                                             |      | CJP7   |      | 50° 23′ 48″ N, 95° 44′ 06″ O  |
| Lac du Bonnet                    | Hydroaérodrome Bird River                                                                       |      | CJX6   |      | 50° 24′ 00″ N, 95° 45′ 00″ O  |
| Lac du Bonnet                    | Hydroaérodrome Lac du Bonnet (North)                                                            |      | CJS9   |      | 50° 17′ 00″ N, 96° 00′ 00″ O  |
| Lac du Bonnet                    | Aéroport Lac du Bonnet                                                                          | CYAX |        |      | 50° 17′ 40″ N, 96° 00′ 36″ O  |
| Laurie River                     | Aéroport Laurie River                                                                           |      | CJC8   |      | 56° 14′ 55″ N, 101° 18′ 15″ O |
| Leaf Rapids                      | Aéroport Leaf Rapids                                                                            | CYLR |        | YLR  | 56° 30′ 48″ N, 99° 59′ 07″ O  |
| Leaf Rapids                      | Hydroaérodrome Leaf Rapids                                                                      |      | CKA3   |      | 56° 33′ 00″ N, 99° 56′ 00″ O  |
| Little Church River              | Aérodrome Little Churchill River/Dunlop's Fly In Lodge                                          |      | CJN7   |      | 56° 34′ 48″ N, 96° 14′ 51″ O  |
| Little Grand Rapids              | Aéroport Little Grand Rapids                                                                    | CZGR |        | ZGR  | 52° 02′ 42″ N, 95° 27′ 58″ O  |
| Lundar                           | Aéroport Lundar                                                                                 |      | CKR4   |      | 50° 42′ 12″ N, 98° 03′ 24″ O  |
| Lyncrest                         | Aéroport Winnipeg/Lyncrest                                                                      |      | CJL5   |      | 49° 51′ 09″ N, 96° 58′ 25″ O  |
| Lynn Lake                        | Hydroaérodrome Lynn Lake (Eldon Lake)                                                           |      | CKD3   |      | 56° 49′ 02″ N, 101° 01′ 07″ O |
| Lynn Lake                        | Aéroport Lynn Lake                                                                              | CYYL |        | YYL  | 56° 51′ 50″ N, 101° 04′ 34″ O |
| MacDonald                        | Aéroport Macdonald                                                                              |      | CJU3   |      | 50° 05′ 47″ N, 98° 30′ 03″ O  |
| MacGregor                        | Aéroport MacGregor                                                                              |      | CKF6   |      | 49° 58′ 00″ N, 98° 45′ 00″ O  |
| Manitou                          | Aéroport Manitou                                                                                |      | CKG5   |      | 49° 15′ 00″ N, 98° 32′ 00″ O  |
| Matheson Island                  | Aéroport Matheson Island                                                                        |      | CJT2   |      | 51° 43′ 56″ N, 96° 56′ 04″ O  |
| McCreary                         | Aéroport McCreary                                                                               |      | CJR8   |      | 50° 45′ 53″ N, 99° 28′ 48″ O  |
| McGavock Lake                    | Hydroaérodrome McGavock Lake                                                                    |      | CKJ3   |      | 56° 34′ 00″ N, 101° 30′ 00″ O |
| Melita                           | Aéroport Melita                                                                                 |      | CJT5   |      | 49° 15′ 42″ N, 101° 00′ 50″ O |
| Minnedosa                        | Aéroport Minnedosa                                                                              |      | CJU5   |      | 50° 16′ 19″ N, 99° 45′ 47″ O  |
| Molson Lake                      | Aéroport Molson Lake                                                                            |      | CKJ8   |      | 54° 15′ 29″ N, 97° 00′ 40″ O  |
| Morden                           | Aérodrome Morden Regional                                                                       |      | CJA3   |      | 49° 12′ 37″ N, 98° 03′ 33″ O  |
| Neepawa                          | Aéroport Neepawa                                                                                |      | CJV5   |      | 50° 13′ 58″ N, 99° 30′ 38″ O  |
| Nejanilini Lake                  | Aéroport Nejanilini Lake                                                                        | CYNN |        |      | 59° 29′ 15″ N, 97° 46′ 49″ O  |
| North Seal River                 | Aéroport North Seal River                                                                       |      | CEG8   |      | 58° 58′ 10″ N, 99° 58′ 30″ O  |
| Norway House                     | Aéroport de Norway House                                                                        | CYNE |        | YNE  | 53° 57′ 30″ N, 97° 50′ 39″ O  |
| Norway House                     | Hydroaérodrome Norway House                                                                     |      | CKY3   |      | 53° 59′ 07″ N, 97° 47′ 38″ O  |
| Nueltin Lake                     | Aéroport Nueltin Lake                                                                           |      | CNL9   |      | 59° 42′ 29″ N, 100° 07′ 38″ O |
| Village aéronautique Oak Hammock | Village aéronautique Aéroport Oak Hammock                                                       |      | CAV9   |      | 50° 08′ 16″ N, 97° 03′ 41″ O  |
| Oxford House                     | Aéroport d'Oxford House                                                                         | CYOH |        | YOH  | 54° 56′ 00″ N, 95° 16′ 44″ O  |
| Pikwitonei                       | Aéroport Pikwitonei                                                                             | CZMN |        | PIW  | 55° 35′ 22″ N, 97° 09′ 49″ O  |
| Pine Dock                        | Aéroport Pine Dock/Jack Pine Resort Ltd                                                         |      | CKQ9   |      | 51° 37′ 12″ N, 96° 48′ 39″ O  |
| Pine Dock                        | Hydroaérodrome Pine Dock                                                                        |      | CKT8   |      | 51° 36′ 39″ N, 96° 49′ 02″ O  |
| Piney/Pine Creek, Minnesota      | Aéroport Piney Pinecreek Border (Aéroport Piney/Piney Pinecreek Border USA)                     |      | 48Y    |      | 49° 00′ 00″ N, 95° 58′ 57″ O  |
| Pipestone                        | Aéroport Reston/R.M. of Pipestone                                                               |      | CRP2   |      | 49° 34′ 50″ N, 101° 03′ 10″ O |
| Poplar River                     | Aéroport Poplar River                                                                           | CZNG |        | XPP  | 53° 59′ 47″ N, 97° 16′ 25″ O  |
| Portage La Prairie               | Aéroport Portage La Prairie (North)                                                             |      | CJZ2   |      | 49° 59′ 33″ N, 98° 18′ 11″ O  |
| Portage La Prairie               | Aéroport Portage La Prairie/Southport                                                           | CYPG |        | YPG  | 49° 54′ 11″ N, 98° 16′ 26″ O  |
| Pukatawagan                      | Aéroport Pukatawagan                                                                            | CZFG |        | XPK  | 55° 44′ 57″ N, 101° 15′ 59″ O |
| Pukatawagan                      | Hydroaérodrome Pukatawagen                                                                      |      | CKP4   |      | 55° 44′ 12″ N, 101° 19′ 37″ O |
| Red Sucker Lake                  | Aéroport de Red Sucker Lake                                                                     | CYRS |        | YRS  | 54° 10′ 02″ N, 93° 33′ 26″ O  |
| Red Sucker Lake                  | Hydroaérodrome Red Sucker Lake                                                                  |      | CKT4   |      | 54° 09′ 17″ N, 93° 33′ 48″ O  |
| Riding Mountain                  | Aéroport Riding Mountain                                                                        |      | CRM2   |      | 50° 34′ 25″ N, 99° 21′ 41″ O  |
| Riverton                         | Aéroport Riverton                                                                               |      | CKG2   |      | 50° 58′ 18″ N, 97° 00′ 40″ O  |
| Roblin                           | Aéroport Roblin                                                                                 |      | CKB7   |      | 51° 14′ 04″ N, 101° 23′ 33″ O |
| Roland                           | Aéroport Roland (Graham Field)                                                                  |      | CKD7   |      | 49° 24′ 30″ N, 97° 59′ 26″ O  |
| Rosenort                         | Aéroport Rosenort                                                                               |      | CKJ2   |      | 49° 27′ 11″ N, 97° 25′ 21″ O  |
| Russell                          | Aéroport Russell                                                                                |      | CJW5   |      | 50° 45′ 57″ N, 101° 17′ 42″ O |
| Selkirk                          | Aéroport Selkirk                                                                                |      | CKL2   |      | 50° 10′ 20″ N, 96° 52′ 20″ O  |
| Selkirk                          | Hydroaérodrome Selkirk                                                                          |      | CKC5   |      | 50° 10′ 00″ N, 96° 52′ 00″ O  |
| Shamattawa                       | Aéroport de Shamattawa                                                                          | CZTM |        | ZTM  | 55° 51′ 56″ N, 92° 04′ 53″ O  |
| Shilo                            | Héliport CFB Shilo (Flewin Field)                                                               |      | CKN9   |      | 49° 46′ 50″ N, 99° 38′ 20″ O  |
| Shilo                            | Héliport CFB Shilo                                                                              |      | CKM3   |      | 49° 47′ 59″ N, 99° 37′ 59″ O  |
| Shoal Lake                       | Aéroport Shoal Lake                                                                             |      | CKL5   |      | 50° 27′ 27″ N, 100° 36′ 31″ O |
| Shoal Lake                       | Hydroaérodrome Shoal Lake                                                                       |      | CKB9   |      | 50° 26′ 00″ N, 100° 36′ 00″ O |
| Silver Falls                     | Aéroport Silver Falls                                                                           |      | CKB8   |      | 50° 30′ 00″ N, 96° 05′ 53″ O  |
| Silver Falls                     | Hydroaérodrome Silver Falls                                                                     |      | CKJ5   |      | 50° 30′ 00″ N, 96° 06′ 00″ O  |
| Snow Lake                        | Aéroport Snow Lake                                                                              |      | CJE4   |      | 54° 53′ 50″ N, 99° 49′ 08″ O  |
| Snow Lake                        | Hydroaérodrome Snow Lake                                                                        |      | CKM5   |      | 54° 53′ 00″ N, 100° 02′ 00″ O |
| Somerset                         | Aérodrome Somerset                                                                              |      | CKC8   |      | 49° 24′ 01″ N, 98° 41′ 33″ O  |
| Souris                           | Village aéronautique Souris Glenwood Industrial                                                 |      | CJX5   |      | 49° 38′ 00″ N, 100° 12′ 00″ O |
| South Indian Lake                | Aéroport South Indian Lake                                                                      | CZSN |        | XSI  | 56° 47′ 34″ N, 98° 54′ 26″ O  |
| St. Andrews                      | Aéroport Winnipeg/St. Andrews                                                                   | CYAV |        | YAV  | 50° 03′ 22″ N, 97° 01′ 57″ O  |
| St. François Xavier              | Aéroport St. François Xavier                                                                    |      | CKA8   |      | 49° 55′ 28″ N, 97° 32′ 56″ O  |
| St-Pierre-Jolys                  | Aérodrome St-Pierre-Jolys (Carl's Field)                                                        | CPJ6 |        |      | 49° 26′ 10″ N, 96° 55′ 37″ O  |
| St. Theresa Point                | Aéroport St. Theresa Point                                                                      | CYST |        | YST  | 53° 50′ 44″ N, 94° 51′ 07″ O  |
| Starbuck                         | Aéroport Starbuck                                                                               |      | CKJ7   |      | 49° 43′ 00″ N, 97° 41′ 00″ O  |
| Steinbach                        | Aéroport Steinbach (South)                                                                      |      | CKK7   |      | 49° 29′ 38″ N, 96° 41′ 56″ O  |
| Steinbach                        | Aéroport Steinbach                                                                              |      | CJB3   |      | 49° 32′ 58″ N, 96° 40′ 46″ O  |
| Strathclair                      | Aéroport Strathclair                                                                            |      | CJY5   |      | 50° 23′ 46″ N, 100° 25′ 31″ O |
| Swan River                       | Aéroport Swan River                                                                             | CZJN |        | ZJN  | 52° 07′ 17″ N, 101° 14′ 04″ O |
| Tadoule Lake                     | Aéroport Tadoule Lake                                                                           | CYBQ |        | XTL  | 58° 42′ 22″ N, 98° 30′ 44″ O  |
| The Pas                          | Aéroport du Pas                                                                                 | CYQD |        | YQD  | 53° 58′ 17″ N, 101° 05′ 28″ O |
| The Pas                          | Aéroport The Pas/Grace Lake                                                                     |      | CJR3   |      | 53° 49′ 35″ N, 101° 12′ 19″ O |
| The Pas                          | Hydroaérodrome The Pas/Grace Lake                                                               |      | CKC3   |      | 53° 49′ 00″ N, 101° 12′ 00″ O |
| Thicket Portage                  | Aéroport Thicket Portage                                                                        | CZLQ |        | YTD  | 55° 19′ 08″ N, 97° 42′ 28″ O  |
| Thompson                         | Aéroport de Thompson                                                                            | CYTH |        | YTH  | 55° 48′ 12″ N, 97° 51′ 45″ O  |
| Thompson                         | Héliport Thompson                                                                               |      | CKM7   |      | 55° 42′ 00″ N, 97° 53′ 00″ O  |
| Thompson                         | Hydroaérodrome Thompson                                                                         |      | CKD6   |      | 55° 45′ 14″ N, 97° 49′ 53″ O  |
| Treherne                         | Village aéronautique Treherne (South Norfolk)                                                   |      | CTN6   |      | 49° 39′ 35″ N, 98° 39′ 55″ O  |
| Treherne                         | Aéroport Treherne                                                                               |      | CKU2   |      | 49° 37′ 52″ N, 98° 39′ 59″ O  |
| Virden                           | Aéroport Virden (Gabrielle Farm)                                                                |      | CKR7   |      | 49° 47′ 05″ N, 100° 57′ 22″ O |
| Virden                           | Aérodrome Virden/R.J. (Bob) Andrew Field Regional                                               | CYVD |        |      | 49° 52′ 42″ N, 100° 55′ 06″ O |
| Wabowden                         | Hydroaérodrome Wabowden                                                                         |      | CKK6   |      | 54° 55′ 00″ N, 98° 37′ 00″ O  |
| Warren                           | Aéroport Warren/Woodlands                                                                       |      | CKX2   |      | 50° 09′ 34″ N, 97° 35′ 28″ O  |
| Winkler                          | Aéroport Winkler                                                                                |      | CKZ7   |      | 49° 10′ 01″ N, 97° 55′ 13″ O  |
| Winnipeg                         | Aéroport international James Armstrong Richardson de Winnipeg (Winnipeg International Aéroport) | CYWG |        | YWG  | 49° 54′ 36″ N, 97° 14′ 24″ O  |
| Winnipeg                         | Héliport Winnipeg (Ville de Winnipeg)                                                           |      | CWG2   |      | 49° 54′ 01″ N, 97° 05′ 44″ O  |
| Wrong Lake                       | Aéroport Wrong Lake                                                                             |      | CJG4   |      | 52° 36′ 56″ N, 96° 11′ 06″ O  |
| York Landing                     | Aéroport de York Landing                                                                        | CZAC |        | ZAC  | 56° 05′ 23″ N, 96° 05′ 27″ O  |
| Zhoda                            | Aéroport Zhoda                                                                                  |      | CKA4   |      | 49° 16′ 51″ N, 96° 30′ 04″ O  |

Les aéroports qui font partie du système national des aéroports sont en caractères gras. 
- Les noms alernatifs sont en parenthèses

## Aéroports abandonnés
| Ville              | Nom de l'aéroport                       | ICAO | TC LID | IATA | Coordonnées                   |
| ------------------ | --------------------------------------- | ---- | ------ | ---- | ----------------------------- |
| Arnes              | Aéroport Arnes                          |      | CJQ5   | YNR  | 50° 50′ 12″ N, 96° 57′ 29″ O  |
| Hartney            | Aéroport Hartney                        |      | CKT5   |      | 49° 27′ 00″ N, 100° 33′ 00″ O |
| Portage la Prairie | Canadian Forces Base Portage la Prairie |      |        |      | 49° 54′ 11″ N, 98° 16′ 26″ O  |
| Gilbert Plains     | Aéroport Gilbert Plains                 |      | CJH2   |      | 51° 08′ 00″ N, 100° 30′ 00″ O |
| Ste. Rose du Lac   | Aéroport Ste. Rose du Lac               |      | CKR3   |      | 51° 02′ 27″ N, 99° 29′ 43″ O  |
| Virden             | Aéroport Virden (West)                  |      | CJZ5   |      | 49° 53′ 00″ N, 101° 04′ 00″ O |